# Unterdigisheim
Unterdigisheim ist ein Stadtteil von Meßstetten im Zollernalbkreis in Baden-Württemberg (Deutschland). Der Ort liegt südwestlich von Meßstetten im Tal der Oberen Bära auf der Schwäbischen Alb.

## Geschichte
Im Jahre 2019 wurde eine Knochenflöte in einer Baugrube in Unterdigisheim gefunden. Das Instrument mit den filigranen eingeritzten Verzierungen stammt aus der Glockenbecherkultur (2600 bis 2200 vor Christus).
Bereits 1200 v. Chr. war das Gebiet oberhalb der Wasserflur besiedelt, entsprechende Scherbenfunde liegen vor.
Unterdigisheim war Teil der Grafschaft Hohenberg, die 1381 durch Verkauf an die Besitzungen der Habsburger in Vorderösterreich fiel. Die Ortsherrschaft in Unterdigisheim lag bei der Herrschaft Werenwag. 1527 war Hanns Schyblin der Rollin Vogt in Unterdigisheim. Das Eschental war laut der Musterungsliste von 1521 von den Digisheimer Soldaten zu sichten. Eine Liebfrauenkapelle wurde im 15. Jahrhundert erwähnt, doch war Unterdigisheim zunächst Filial von Nusplingen, dann von Heinstetten und schließlich von Hartheim. Die 1752 gestiftete Kurratkaplanei wurde 1843 zur Pfarrei erhoben. Ein gotischer Taufstein mit Laubenberger Wappen von 1518 neben Kreuzigungsgruppe um 1500, Apostelbildern von Stanislaus Stegmüller von 1793 und Madonna von 1723 konnten in der Kirche erhalten werden.
Im 18. Jahrhundert lag die Ortsherrschaft in den Händen der Freiherren von Ulm, aus deren Familie auch der vorderösterreichische Regierungspräsident Carl von Ulm zu Erbach stammte. Durch die Mediatisierung gelangte Unterdigisheim 1805 zum Kurfürstentum Württemberg. Ab 1806 gehörte der dem Oberamt Balingen unterstellte Ort zum neu errichteten Königreich Württemberg. Bis 1858 waren noch die Freiherren von Ulm unmittelbare Lehensherren. Unterdigisheim kam 1934 zum Kreis und 1938 zum Landkreis Balingen. Am 1. Juli 1972 wurde Unterdigisheim nach Meßstetten eingemeindet.

## Örtliche Sagen

### Lochbrunnen
Die auf 300 Meter Länge erforschte Lochbrunnenhöhle soll bis zum Bühlenbröller unterhalb der Jugendherberge Lochen führen.

### Schimmelreiter

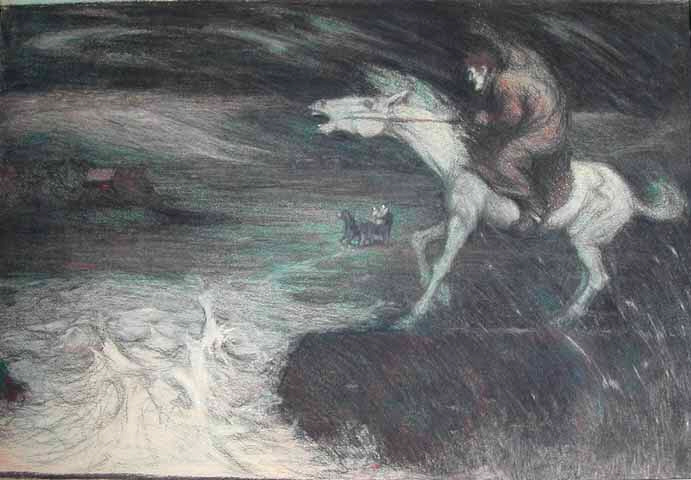
So ein Schimmelreiter soll an gewissen Tagen in der Herrschaft Werenwag sichtbar sein

Eine alte Sage berichtet von einem zu gewissen Zeiten sichtbaren Schimmelreiter, der auf dem Weg zum Garten am Leuzenfelder Wasen sei.
In der Herrschaft Werenwag wirkte ein Doctor Schroff. Der Arzt stammte aus Rottweil und hat 1808 in Stuttgart die Prüfungen zum Mediziner bestanden. Er hatte wohl auch administrative Aufgaben als Verwalter wahrzunehmen. Er war laut der Sage ein ungerechter Vogt der Herrschaft Werenwag, dem nachgesagt wurde, viele Bauern in Schwenningen und Irndorf um strittige Grundstücke durch Meineide gebracht zu haben. Zur Strafe wurde er nach seinem Tod in einen Felsen im Finsteren Tal verwandelt worden sein oder auch als Schimmelreiter ohne Kopf durch die Werenwager, Schwenninger und Irndorfer Flure reiten.

## Mäuse in Wasserleitungen
Am 21. Mai 1901 schrieb Lehrgehilfe Keppler aus Meßstetten über den Nachbarort:
„Die Unterdigisheimer sind d` Deichelmäus.“ (Ein Deichel ist ein durchbohrter Baumstamm, früher bei Wasserleitungen benutzt.) Einmal wurde ein solcher Stamm durchbohrt. Nachdem nun auf beiden Seiten genügend tief hineingebohrt worden war, sah man hindurch, ob das Loch vollständig durch den Stamm gehe. Jedoch das Bohrloch war krumm, man sah auf der anderen Seite nicht hinaus. Was thun ? Man einigte sich dahin, durch den Stamm eine Maus springen zu lassen: kommt sie auf der anderen Seite heraus, so ist das Loch vollständig, andernfalls muss noch längere Zeit gebohrt werden. Gesagt, gethan ! Daher der Name "Deichelmäus" ! "

## Landwirtschaft
Neben Ackerbau und Viehzucht wird in Unterdigisheim 1880 auch Obst angebaut. Ein in Hohenheim ausgebildeter Baumwart betrieb in Unterdigisheim eine Gemeindebaumschule. Die Jungstämme zog man selber. Die Obstbäume wurden  am Straßenrand auf privatem Grund  und in Gärten, Äckern und Wiesen gepflanzt. Im Grundbuch war die Nutzung der Seitenstreifen in Württemberg über Dienstbarkeiten geregelt. 168 höchstämmige Apfelbäume, 129 Birnbäume, 115 Pflaumen und Zwetschgenbäume und 51 Kirschbäume gab es 1878 in Unterdigisheim, ein Teil der hochstämmigen Obstbäume konnte erhalten werden.
Das Obst wird z. Th. gemostet, auch (von einem Brenner) gebrannt.
Neben König  Wilhelm verschenkten auch die Brüdergemeinden Obstbäume.
Die Pferdehaltung ist 1880 etwas im Zunehmen. Auch werden einige Pferde gezogen, indem die Stuten auf die Platte nach Ebingen geführt werden. Heute werden geeignete Obstsorten als Hochstämme vom Naturschutzzentrum in Beuron über Sammelbestellungen, zusammen mit einem Pfahl bereitgestellt. Die Streuobstwiesen sind nicht nur wegen ihrer landschaftsprägenden Bedeutung so wertvoll, sondern auch wegen ihres ökologischen Reichtums. Ein professioneller hauptamtlicher Obstbaufachberater im Landratsamt Zollernalbkreis  fördert den Streuobstanbau.